# Donald Gordon Murray
Donald Gordon Murray (* 1943 in Toronto; † 18. April 2021 in Palma) war ein kanadischer Fotograf.

## Leben
Murray lebte in Toronto und diente als Militärpilot. Er ergriff den Beruf des Fotografen und übersiedelte 1979 auf die spanische Mittelmeerinsel Mallorca. Er verfasste mehrere aufwändige Bildbände mit Motiven seiner Wahlheimat.

## Werke (Auswahl)
- Fincas rústicas de las Baleares, Bildband, 1980
- El Modernismo y su Tiempo Bildband, 1989
- Jardines de Mallorca, Bildband, zweibändig, 1990